# Somina
Somina (cyr. Сомина) – wieś w Czarnogórze, w gminie Nikšić. W 2011 roku liczyła 61 mieszkańców.